# Baglan (Wales)
Baglan is een plaats in Wales, in de county borough Neath Port Talbot en in het ceremoniële behouden graafschap West Glamorgan. 

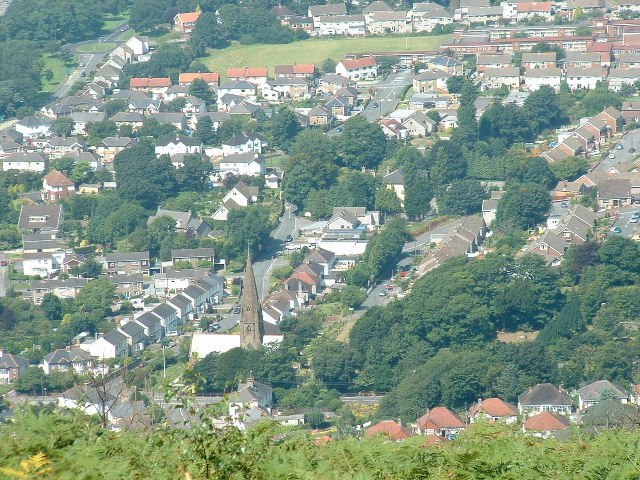
Baglan
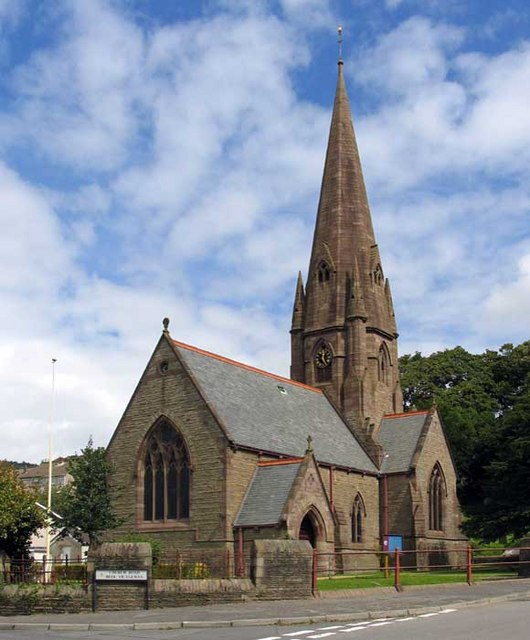
Kerk van St Catharine